# Aleksandr Michajlovič Prochorov
Aleksandr Michajlovič Prochorov (in russo Александр Михайлович Прохоров?; Atherton, 11 luglio 1916 – Mosca, 8 gennaio 2002) è stato un fisico sovietico.

## Biografia
Nacque nel Queensland da una famiglia di immigrati russi. Nel 1923 fece ritorno in Russia assieme ai genitori.
Dopo la laurea, nel 1939 entrò nel laboratorio per le oscillazioni dell'Istituto Lebedev dell'Accademia delle Scienze dell'unione Sovietica.
Dal giugno del 1941 venne arruolato nell Armata Rossa e partecipò alla seconda guerra mondiale venendo ferito due volte. Dopo il secondo ferimento, nel 1944 venne congedato.
Nel 1954 divenne il capo del laboratorio per le oscillazioni dell'Istituto Lebedev dov'era rientrato dopo il servizio militare.
Nel 1964 ricevette il Premio Nobel per la fisica assieme a Nikolaj Gennadievič Basov e Charles Hard Townes per «il lavoro fondamentale nel campo dell'elettronica quantistica, che ha portato alla costruzione di oscillatori e amplificatori basati sul principio del maser-laser».
Nel 2001 l'Accademia russa delle scienze gli conferì il Premio Demidoff.